# ایمیگلوسراز
ایمیگلوسراز (انگلیسی: Imiglucerase) با نام تجاری «Cerezyme»، دارویی است که در درمان نوعِ ۱ بیماری گوشه استفاده می‌شود.
این دارو یک آنالوگ ساختاری بتا-گلوکوسربروزیداز است که با استفاده از دی‌ان‌ای نوترکیب و روشِ خشک‌کردن انجمادی ساخته می‌شود و یکی از گران‌ترین داروهای جهان محسوب می‌شود؛ به نحوی که هزینهٔ درمان سالیانهٔ آن در ایالات متحده آمریکا، ۲۰۰٬۰۰۰ دلار است.